# Люта нічка
«Люта нічка» (англ. Violent Night) — американський різдвяний бойовик у жанрі чорної комедії режисера Томмі Вірколи та сценаристів Пета Кейсі та Джоша Міллера. Головні ролі виконали Девід Гарбор, Джон Легвізамо, Кем Жиґанде і Беверлі Д'Анджело.
Світова прем'єра «Лютої ночки» відбулася 7 жовтня 2022 року на New York Comic Con, а в прокат США фільм вийшов 2 грудня того ж року, дистриб'ютор — компанія Universal Pictures.

## Синопсис
Коли напередодні Різдва група найманців бере в заручники багату сім'ю, на допомогу приходить Санта-Клаус.

## Сюжет
У Гринвічі, штат Коннектикут, Джейсон Лайтстоун, його дружина Лінда та їхня 7-річна донька Труді відвідують маєток його матері Гертруди, щоб відсвяткувати Різдво з його сестрою Альвою, її сином, онлайн-стрімером, Бертрудою, та новим хлопцем і зіркою бойовиків Морганом Стілом. Знайшовши стару рацію, щоб Труді «поговорила з Сантою», Джейсон і Лінда випадково чують її єдине бажання: знову стати сім’єю. П’яний, розносячи подарунки, Санта-Клаус прибуває до маєтку Лайтстоун, де обслуговуючий персонал виявляються найманцями з кодовими іменами на тему Різдва. На чолі з «містером Скруджем» вони вбивають охоронців і беруть сім'ю в заручники.
Санту виявляє один із поплічників, чия стрілянина відлякує північних оленів, і вони тікають, поки Санта не вибиває його з вікна до смерті. Санта вирішує врятувати Труді та її родину від Скруджа, який вимагає 300 мільйонів доларів готівкою зі сховища маєтка. Санта вбиває іншого поплічника і забирає його радіо, натрапляючи на канал Труді, і знаходить найманців у своєму чарівному списку неслухняних. Коли рацію Труді знаходять, Джейсон каже їхнім викрадачам, що вона просто вигадує, і заявляє, що Санта не справжній, змусивши її втекти та сховатися на горищі. Санта заспокоює Труді по радіо, розповідаючи, що він колись був Нікамундом Рудим, кровожерливим воїном вікінгів і знаходить розраду у своєму 1100-річному шлюбі з місіс Клаус. Поплічник містера Скруджа Крампус змушує родину вручити свої подарунки Гертруді, яку здивувала листівка від Джейсона.
Поранений Санта потрапляє в полон до Скруджа, який з дитинства образився на Різдво. Знання Санта Клаусом їхніх справжніх ідентичностей переконує поплічників Пряника та Цукеркову Тростину, що він справжній, і він використовує свою магію, щоб втекти через димохід, хоча вони спалюють його чарівний мішок. Особистий «загін вбивць» Гертруди на чолі з командиром Торпом прибуває, але вступає в союз зі Скруджем і вбиває Моргана, коли той намагається втекти. Виявивши, що сховище порожнє, Скрудж погрожує Лінді, а Джейсон зізнається, що вкрав гроші та планував втекти з дружиною та дочкою, про що він пояснив у листівці своїй матері. Він відводить до сховку гроше, які заховані у вертепі назовні, і Гертруда прощає його зраду як таємний обряд Лайтстоуна (вкравши її компанію у свого дідуся), обравши його своїм спадкоємцем.
Пішовши в сарай, Санта знаходить кувалду і жорстоко вбиває загін вбивць. Труді створює пастки, натхненні «Один вдома», що призводить до смерті Пряника. Цукеркова тростина готується застрелити її, але її вбиває Санта. Скрудж віддає наказ убити заручників, але Альві, Лінді та Берту вдається вбити Крампуса. Скрудж і Торп тікають до лісу з грошима та полоненою Гертрудою, яких переслідує Санта. Лінда вбиває останнього найманця, а Труді бачить, як її батьки возз’єднуються за допомогою поцілунку. Спокушений Скруджем, Санта врізається в каюту, а Скрудж опиняється в списку неслухняних і визнає, що Санта справжній, і вирішує вбити його, оскільки він звинувачує Різдво в тому, що воно зіпсувало його дитинство. Вони починають бійку, і Скрудж бере перевагу, але Санта його миттєво вбиває, використовуючи свою магію, щоб затягнути його в димохід, розчавивши та потрошивши.
Санту смертельно поранив у груди Торп, якого вбила Гертруда. Попри те, що Джейсон спалив частину грошей, щоб зігріти його, Санта вмирає від своїх ран. Труді надихає свою родину заявити про свою віру в Санту, і він оживає, визнаючи, що досі не розуміє, як працює різдвяна магія. Його північний олень повертається (із запискою від місіс Клаус і новим мішком подарунків) і Санта попрощається з Труді перед тим, як полетіти, щоб завершити роздачу подарунків, його віра в Різдво відновилася.

## Акторський склад
- Девід Гарбор — Санта-Клаус
- Джон Легвізамо — «містер Скрудж», лідер угруповання найманців.
- Кем Жиґанде — Морган Стіл
- Алекс Хесселл — Скайлер Лайтстоун, один із дорослих дітей Гертруди.
- Алексіс Лодер — Марджі Меттьюс, дружина Скайлера, змушена провести свята вдома, щоб їхня дочка змогла насолодитися Різдвом.
- Еді Паттерсон
- Беверлі Д'Анджело — Гертруда Лайтстоун, глава сім'ї, завідувач сімейної фірми і змушує своїх дітей боротися за кохання.

## Виробництво
У березні 2020 року компанія Universal Pictures оголосила про придбання оригінального сценарію у Пета Кейсі та Джоша Міллера, на основі якого студія 87North Productions зніме повнометражний фільм. У листопаді 2021 року Девід Гарбор отримав головну роль, а на посаду режисера був призначений Томмі Віркола. Знімання відбувалося з січня до березня 2022 року у Вінніпезі.

## Прем'єра
Світова прем'єра «Лютої ночки» відбулася 7 жовтня 2022 року на New York Comic Con, а в прокат США фільм вийде 2 грудня того ж року завдяки компанії Universal Pictures.